# SULT2A1
SULT2A1 (англ. Sulfotransferase family 2A member 1) – білок, який кодується однойменним геном, розташованим у людей на короткому плечі 19-ї хромосоми. Довжина поліпептидного ланцюга білка становить 285 амінокислот, а молекулярна маса — 33 780.
| 10         |  | 20         |  | 30         |  | 40         |  | 50         |
| ---------- |  | ---------- |  | ---------- |  | ---------- |  | ---------- |
| MSDDFLWFEG |  | IAFPTMGFRS |  | ETLRKVRDEF |  | VIRDEDVIIL |  | TYPKSGTNWL |
| AEILCLMHSK |  | GDAKWIQSVP |  | IWERSPWVES |  | EIGYTALSET |  | ESPRLFSSHL |
| PIQLFPKSFF |  | SSKAKVIYLM |  | RNPRDVLVSG |  | YFFWKNMKFI |  | KKPKSWEEYF |
| EWFCQGTVLY |  | GSWFDHIHGW |  | MPMREEKNFL |  | LLSYEELKQD |  | TGRTIEKICQ |
| FLGKTLEPEE |  | LNLILKNSSF |  | QSMKENKMSN |  | YSLLSVDYVV |  | DKAQLLRKGV |
| SGDWKNHFTV |  | AQAEDFDKLF |  | QEKMADLPRE |  | LFPWE      |  |            |

A: Аланін

C: Цистеїн

D: Аспарагінова кислота

E: Глутамінова кислота

F: Фенілаланін

G: Гліцин

H: Гістидин

I: Ізолейцин

K: Лізин

L: Лейцин

M: Метіонін

N: Аспарагін

P: Пролін

Q: Глутамін

R: Аргінін

S: Серин

T: Треонін

V: Валін

W: Триптофан

Кодований геном білок за функціями належить до трансфераз, фосфопротеїнів. 
Задіяний у таких біологічних процесах, як метаболізм ліпідів, метаболізм стероїдів, деградація ліпідів. 
Локалізований у цитоплазмі.